# The Kid & I
The Kid & I è un film del 2005 diretto da Penelope Spheeris.